# Eburia chemsaki
Eburia chemsaki är en skalbaggsart som beskrevs av Noguera 2002. Eburia chemsaki ingår i släktet Eburia och familjen långhorningar.
Artens utbredningsområde är Guatemala. Inga underarter finns listade i Catalogue of Life.